# 哈帕兰达市镇
哈帕兰达市镇（瑞典語：Haparanda kommun）是瑞典北部北博滕省的一个市镇。其治所位于哈帕兰达。